# Decorauto
Decorauto war ein brasilianischer Hersteller von Automobilen mit Sitz in Recife.

## Unternehmensgeschichte
Das Unternehmen begann 1979 mit der Produktion von Automobilen. Der Markenname lautete Decorauto. Nach 1982 wurde die Produktion in ein anderes Werk nach São Paulo verlegt. Am Ende des Jahrzehnts endete die Produktion.

## Fahrzeuge
Das erste Modell Centauro war ein Coupé auf Basis des Ford Maverick. Die Karosserie bestand aus Fiberglas. Ein V8-Motor trieb die Fahrzeuge an. 1982 wurde das Modell überarbeitet. Die Scheinwerfer stammten nun vom Fiat 147. Kleinere Vier- und Sechszylindermotoren von Chevrolet waren jetzt ebenfalls erhältlich. Bis 1985 entstanden etwa 50 Fahrzeuge dieses Modells.
Darauf folgte das Cabriolet Lince. Die Basis bildete der Chevrolet Opala. Allerdings war der Radstand um 20 cm und der hintere Überhang um weitere 15 cm gekürzt worden. Die Scheinwerfer stammten vom VW Passat und die Rückleuchten vom Ford Corcel.